# Agrarwissenschaftliche Hochschule Islands

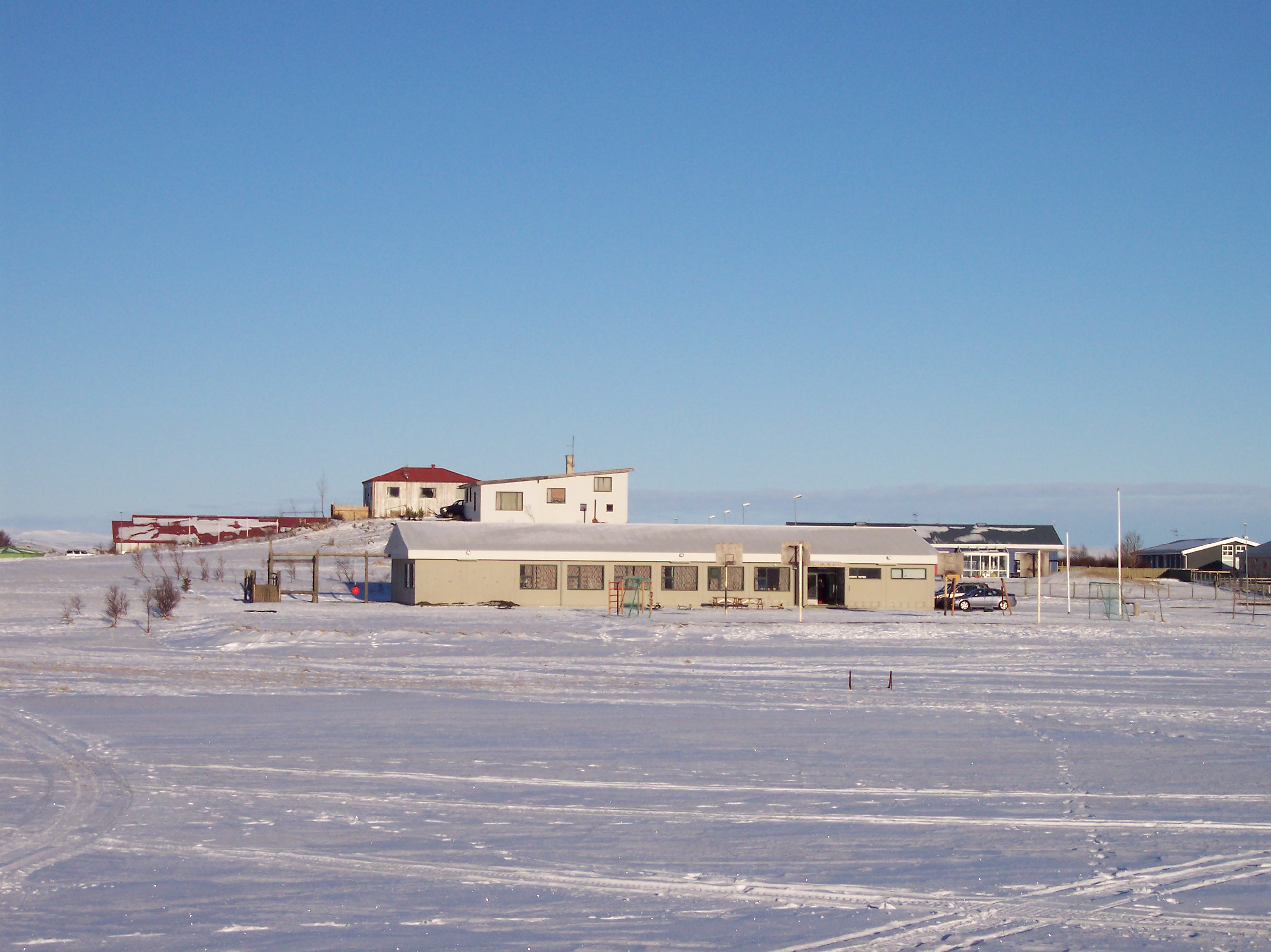
Das Schulgelände im Februar 2007

Die Agrarwissenschaftliche Hochschule Islands (isländisch Landbúnaðarháskóli Íslands) in Hvanneyri ist eine Hochschule und Forschungseinrichtung für Agrarwissenschaften und Umweltwissenschaften.

## Geschichte
Die Ausbildung im Bereich der Landwirtschaft geht auf eine Gesetzesinitiative aus dem Jahr 1889 zurück. Die Landwirtschaftliche Universität von Island nahm als eine der ältesten Universitäten des Landes im Herbst 1900 den Lehrbetrieb auf.  2005 wurde sie grundlegend umstrukturiert in drei wesentliche Bereiche:
- Agrarökonomie
- Viehzucht
- Pflanzenzüchtung

## Ausbildung
Die Mehrheit der an der Hochschule angebotenen Kurse findet auf Isländisch statt. Es gibt jedoch auch einige Kurse, die auf Englisch unterrichtet werden, da die Hochschule auch Erasmus-Studenten aufnimmt.
Die Ausbildung an der Agricultural University of Iceland ist kostenlos, die Studenten zahlen lediglich eine jährliche „Aufnahmegebühr“. Es gibt  Bachelor-, Master- und Doktorandenprogramme sowie die Möglichkeit, Forschungsstipendien zu erhalten.